# Opération Sola Stella

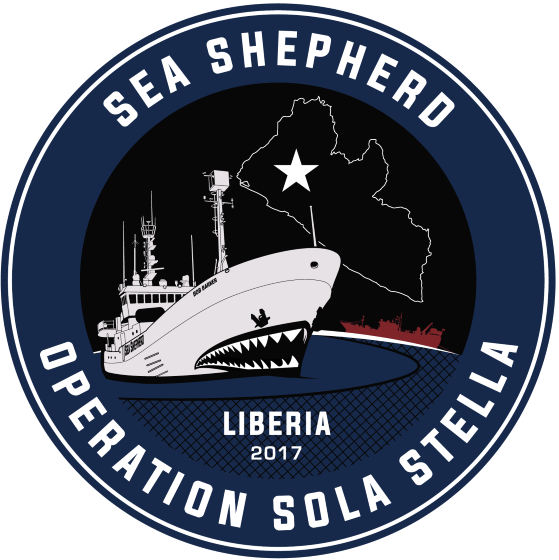
Le logotype de l'opération.

L'opération Sola Stella est une campagne contre la pêche non réglementée (IUU) qui a débuté en février 2017 au large du Liberia. C'est une coopération entre l'ONG écologiste Sea Shepherd et le ministère libérien de la Défense nationale. Peter Hammarstedt est responsable de cette campagne.

## Première partie de l'opération
Durant la première partie de l'opération, c'est-à-dire entre les mois de février et de mai 2017, Sea Shepherd a utilisé le navire MY Bob Barker, sous le commandement du capitaine Fraser Hall et le gouvernement libérien a envoyé a l'ONG une dizaine de soldats.
La première partie de l'opération a été un franc succès puisque, en travaillant ensemble, Sea Shepherd et les garde-côtes libériens ont pu arrêter cinq navires qui pêchaient illégalement.

## Seconde partie
La seconde partie de l'opération débute en novembre 2017. C'est toujours une coopération entre le gouvernement libérien et Sea Shepherd, mais avec un autre navire de l'ONG, le Sam Simon. Cette seconde partie permet l'arrestation d'un autre navire péchant illégalement dans les eaux libériennes.

## Résultat final de l'opération
Le résultat de la campagne est que six navires de pêche illégaux ont été arrêtés (novembre 2017).
Le 11 février 2019, le président libérien George Weah a décerné à Sea Shepherd l'Ordre du service distingué (DSO Distinguished Service Order) en reconnaissance du succès de l'opération Sola Stella.
Cette distinction est la plus haute récompense militaire décernée par le ministère de la Défense nationale et les forces armées du Libéria, reconnaissant ainsi les services exceptionnels rendus à la République du Libéria.